# ミネストラ・マリタータ
ミネストラ・マリタータ（イタリア語: Minestra Maritata）は、イタリアのカンパニア州で主に作られているスープであり、ナポリの伝統料理である。ミネストラはイタリア語でスープを、マリタータは既婚者を意味する。アメリカ合衆国でもイタリア系移民によって持ち込まれた料理として広まっており、アメリカ合衆国ではウェディングスープ（Wedding Soup）もしくはイタリアン・ウェディングスープ（Italian Wedding Soup）と呼ばれ、アメリカ合衆国のイタリア料理店では一般的な料理となっている。

## 材料
ミネストラ・マリタータは緑黄色野菜（通常エンダイブやエスカロール、キャベツ、レタス、ケール、ホウレンソウを使用）、肉類（ミートボール、ソーセージ）を澄んだ鶏のブイヨンを使用して煮込んで作る。また、この他にカヴァテッリ、リゾーニなどのパスタ（麺類）、レンズマメ、細切りにした鶏肉を加えて作ることもある。

## 語源
ミネストラ・マリタータのマリタータは「既婚者」を意味し（アメリカ合衆国での料理名であるウェディングスープもこれによる）、材料として用いる緑黄色野菜と肉類をよく混ぜあわせて煮込む工程を結婚に例えた表現である。ミネストラ・マリタータはラツィオ州南部やカンパニア州でクリスマスやイースターなどの祝日の料理として食べられていた料理を発祥としている。